# Myrtle Corbin

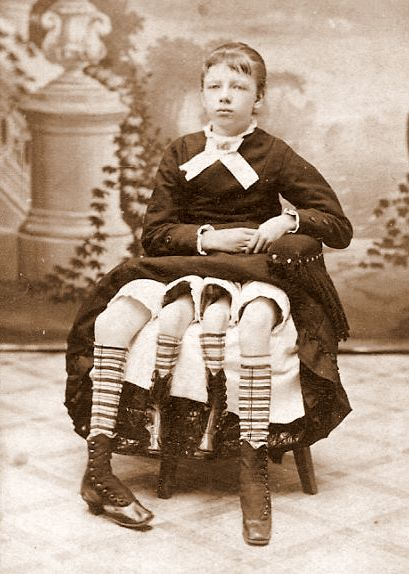
Myrtle Corbin, etwa 1880

Josephine Myrtle Corbin (* 12. Mai 1868 im Lincoln County, Tennessee; † 6. Mai 1928 in Cleburne, Texas) war eine US-amerikanische Sideshow-Darstellerin, die aufgrund einer seltenen Fehlbildung mit vier Beinen geboren wurde und als Four-Legged Child / Woman (deutsch „Vierbeinige(s) Kind / Frau“) bekannt wurde.

## Familie
Myrtles Vater William Corbin stammte aus dem US-Bundesstaat Georgia. Er kämpfte während des Amerikanischen Bürgerkriegs auf Seiten der Konföderierten Staaten. Nach dem Krieg kam Corbin in finanzielle Schwierigkeiten und zog nach Blount County, Alabama. Dort lernte er seine Frau Nancy kennen, die er 1865 heiratete. Sie bekamen eine Tochter namens Mary und zogen nach Lincoln County, Tennessee. Im Jahr 1868 kam Myrtle mit Dipygus, einem sehr seltenen Geburtsfehler, zur Welt. Die Familie zog 1880 zurück nach Alabama, wo sie erneut eine Tochter, Willie Ann, bekamen. Beide Schwestern Myrtles wurden ohne Fehlbildungen geboren.

## Medizinischer Hintergrund
Corbins Deformität wird als Kaudale Duplikation (auch: Dipygus oder Doppelsteiß) beschrieben. In ihrem Fall war der komplette Unterkörper doppelt ausgebildet, so wurde sie mit zwei entwickelten Becken (einschließlich der Ausscheidungs- und Geschlechtsorgane) und vier Beinen geboren. Die „inneren“ Beine bildeten jeweils ein Paar mit einem der „äußeren“, waren aber zu schwach entwickelt, um sie zum Gehen zu benutzen. Bei Dipygus handelt es sich um eine extrem seltene Fehlbildung, deren Auftrittshäufigkeit aufgrund der wenigen dokumentierten Fälle nicht exakt benannt ist.
Berichte über Corbin erschienen, vor allem nach ihrer Geburt und nach ihrer ersten Schwangerschaft, in verschiedenen zeitgenössischen medizinischen Veröffentlichungen wie dem Journal of the American Medical Association, dem British Medical Journal und dem American Journal of Obstetrics.

## Leben

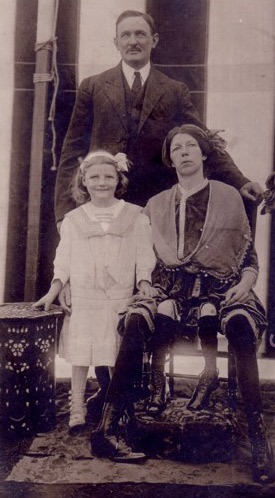
Corbin mit Ehemann und Tochter

Corbins Familie hatte nach dem Bürgerkrieg nur ein geringes Einkommen zur Verfügung. Deshalb begann Myrtles Vater, sie bereits im Alter von 5 Wochen vor zahlendem Publikum zu präsentieren. Über ein Jahrzehnt stellte William Corbin seine Tochter auf Jahrmärkten, in Sideshows bei Zirkusveranstaltungen oder in sogenannten „Dime Museen“ zur Schau. Als Myrtle 14 Jahre alt war, schloss ihr Vater einen Vertrag mit dem Zirkuspionier P. T. Barnum, in dessen Wanderzirkus Myrtle über mehrere Jahre für ein wöchentliches Entgelt von 250 $ auftrat.
Im Jahr 1886 heiratete Corbin den angehenden Arzt James Bicknell und zog sich aus dem Showgeschäft zurück. Das Paar bekam mehrere Kinder, wohnte zunächst im Bount County in Alabama und zog später nach Texas. Überliefert ist, dass Corbin sowohl im linken als auch im rechten Unterkörper schwanger wurde und Kinder zur Welt brachte.
Im Alter von 41 Jahren kehrte Corbin 1909 zurück in das Showgeschäft. Zunächst trat sie im Hubert’s Museum in New York City auf. Einige Jahre lang erfolgten Auftritte im Ringling Bros. and Barnum & Bailey Circus und auf Coney Island, wobei Corbin bis zu 450 $ pro Woche verdiente, bevor sie sich nach und nach wieder aus dem Geschäft zurückzog.
Anfang des Jahres 1928 wurde bei Corbin eine Streptokokken-Infektion am rechten Bein diagnostiziert. Kurze Zeit später starb sie im Alter von 59 Jahren.